# Seer
Indenfor mytologi er en seer eller profet, de der har visioner om fremtiden. De kunne spå.